# Louis Mhlanga
Louis Mhlanga (Harare, Zimbabwe, 1956. november 10. –) dél-afrikai gitáros, énekes, producer.
Mhlanga egyedül sajátította el a gitárjátékot és már fiatal éveiben az ország egyik legjobb előadójának számított.
A jelentős dél-afrikai zenészek közül fellépett többek között Miriam Makeba, Hugh Masekela, Ray Phiri, Sipho Mabuse, Mlunhgisi Gegane, Busi Mhlongo társaként.
„A zeném a tapasztalataimat és az eseményekkel való kapcsolatomat fejezi ki. Boldogságot érzek, amikor képes vagyok elérni mások lelkét a zenén keresztül.”

## Lemezek
- World traveller (2007)
- Marabi Africa (2007)
- Tinganekwane (2006)
- Stories (2006)
- Keeping the dream (2004)
- Song for Nomska (1999)
- Mukai (1999)
- Live at the Bassline with Vusi Mahlasela (1999)
- Music Ye Africa (1997)